# Schkeuditz
Schkeuditz (phát âm tiếng Đức: [ˈʃkɔʏ̯dɪts]) là thị xã ở huyện Nordsachsen, bang tự do Sachsen, nước Đức. Đô thị Schkeuditz có diện tích 79,36 km², dân số thời điểm ngày 31 tháng 12 năm 2005 là 18.270 người. Thị xã nằm bên sông Weiße Elster, 12 km về phía tây bắc của thành phố Leipzig. Sân bay Leipzig/Halle tọa lạc ở Schkeuditz.